# Chap Stewie
Chap Stewie («Малыш Стьюи») — двадцать первая (заключительная) серия двенадцатого сезона мультсериала «Гриффины». Премьерный показ состоялся 18 мая 2014 года на канале FOX.

## Сюжет
Стьюи ждёт показа заключительной серии своего любимого шоу, но тут в комнате появляются Питер и Крис, которые начинают играться в бой матрасами. В итоге половина дома разнесена в пух и прах, страдает и большой телевизор, на котором Стьюи так сильно хотел посмотреть сериал. У него начинается истерика (на сей раз запредельная), уже в разговоре с Брайаном он признаётся, что устал жить в семье идиотов. Оказывается, Стьюи построил заново свою машину времени с момента последнего случая. Стьюи решает вернуться назад во времени и разрушить отношения Питера и Лоис ещё до момента своего зачатия.
Путешествие во времени оказывается удачным, однако Стьюи замечает, насколько когда-то была сильна любовь между Питером и Лоис. Так или иначе, трюк с уничтожением всего личного порновидеоархива Питера заставляет супругов серьезно разругаться. Стьюи прощается с Рупертом, исчезая в воздухе. Но происходит следующее: Стьюи перерождается в семье знатного англичанина, в богатом доме, наполненном интеллектуалами. Радость быстро сменяется отчаянием: Стьюи никому в доме не нужен, братья его ненавидят, он осознаёт, что если у Гриффинов вся остальная семья была козлами отпущения, то теперь в этой новой семье таким является он сам.
Построить ещё одну машину времени у Стьюи не вызывает труда: она отправляет Стьюи в тот решающий момент разрыва отношений Питера и Лоис. Встретив ещё одного Стьюи из прошлого, британский Стьюи объясняет, что нужно вновь соединить родителей для своего же блага. План удаётся: теперь исчезает уже Стьюи из Англии, который, впрочем, оказывается задавленным софитом.
Брайан рад, что Стьюи изменил свои взгляды на семейные ценности Гриффинов. Эпизод заканчивается выстрелом британского брата Стьюи из прошлого и Крисом, который наконец-то пересмотрел весь видеоархив Питера.

## Рейтинги
- Рейтинг эпизода составил 2.0 среди возрастной группы 18—49 лет.
- Серию посмотрели порядка 3.88 миллиона человек.
- Эпизод стал самым просматриваемым в эту ночь Animation Domination на FOX, победив по количеству просмотров новые серии «Симпсонов», «Бургеры Боба» и «Американского Папаши!», однако эпизод посмотрело рекордно малое количество зрителей за всё 15-летнее существование шоу.[1]

## Критика
Эрик Тёрм из A.V. Club дал эпизоду оценку B-, подчеркивая: «Увы, но акцент в одном эпизоде только на Стьюи — палка о двух концах. С одной стороны, „Малыш Стьюи“ — один из сложнейших последних эпизодов „Гриффинов“, изредка блуждающих по касательным и приносящим интересные вставки, приуроченные к главному сюжету. С другой стороны, если Стьюи оказывается в центре внимания, это означает, что Брайан отсутствует в основной части эпизода. „Малыш Стьюи“ проигрывает по сравнению с предыдущими эпизодами с соответствующими акцентами там — без Брайана такие эмоциональные истории Стьюи не так уж и хороши.»

## Культурные отсылки
- Когда Стьюи видит заставку без своего участия, можно заметить, что на лестнице ещё нет остальных жителей города — они появились только с 9-го сезона.
- Говоря в адрес Лоис «…в космосе никто не услышит твой крик», Питер цитирует слоган фильма «Чужой».